# جوي إليوت
جوي إليوت (بالإنجليزية: Joey Elliott)‏ هو لاعب كرة قدم أمريكية ولاعب كرة القدم الكندية أمريكي، ولد في 2 أغسطس 1986 في إيفانسفيل في الولايات المتحدة.

## روابط خارجية
- جوي إليوت على موقع كلية كرة القدم في سبورتس رفرنس.كوم (الإنجليزية)